# Баллада Редингской тюрьмы
«Балла́да Ре́дингской тюрьмы́» (англ. The Ballad Of Reading Gaol) — поэма, написанная Оскаром Уайльдом в конце 1897 года во Франции. Впервые опубликована отдельным изданием в 1898 году. Оскар Уайльд пишет эту поэму, отбыв двухлетнее заключение в каторжной тюрьме в Рединге (Беркшир) (1895—1897) по обвинению в безнравственности. Подпись, использованная автором для этой поэмы (С.3.3), означает его тюремный номер: третья площадка галереи С камера три.
В основе сюжета баллады лежат реальные события: казнь одного из заключенных — гвардейца-кавалериста Чарлза Томаса Вулриджа (ок. 1866 — 7 июля 1896), приговоренного к смерти за убийство своей жены из ревности. Ему было 30 лет, когда приговор был приведен в исполнение. Казнь произвела глубокое впечатление на заключенного Уайльда. Мотивы любви, глубоких чувств сочетаются с горячим состраданием к несчастью человека. Поэма состоит из шести глав. Самый известный перевод на русский язык был сделан Валерием Брюсовым в 1915 году.
Последний катрен 4-й главы использован в качестве эпитафии на могиле Уайльда.